# آلوئینوپسیس
 آلوئینوپسیس(نام علمی: Aloinopsis) نام یک سرده از تیره علف‌فرشیان است.